# Elise Laverick
Elise Laverick (ur. 27 lipca 1975 w Rustington) – brytyjska wioślarka.

## Osiągnięcia
- Mistrzostwa Świata – Aiguebelette 1997 – ósemka – 3. miejsce[1].
- Mistrzostwa Świata – Kolonia 1998 – czwórka podwójna – 10. miejsce[1].
- Igrzyska Olimpijskie – Sydney 2000 – ósemka – 5. miejsce[1].
- Mistrzostwa Świata – Lucerna 2001 – czwórka podwójna – 5. miejsce[1].
- Mistrzostwa Świata – Sewilla 2002 – jedynka – 7. miejsce[1].
- Mistrzostwa Świata – Mediolan 2003 – czwórka podwójna – 4. miejsce[1].
- Igrzyska Olimpijskie – Ateny 2004 – dwójka podwójna – 3. miejsce[1].
- Mistrzostwa Świata – Gifu 2005 – dwójka podwójna – 5. miejsce[1].
- Mistrzostwa Świata – Eton 2006 – ósemka – 8. miejsce[1].
- Mistrzostwa Świata – Monachium 2007 – dwójka podwójna – 3. miejsce[1].
- Igrzyska Olimpijskie – Pekin 2008 – dwójka podwójna – 3. miejsce[1].